# Pardosa plagula
Pardosa plagula là một loài nhện trong họ Lycosidae.
Loài này thuộc chi Pardosa. Pardosa plagula được Frederick Octavius Pickard-Cambridge miêu tả năm 1902.